# Javadi-Berge
Die Javadi-Berge oder Jawadhu-Berge (Tamil: ஜவ்வாது மலை Javvātu malai, Englisch Javadi Hills) sind ein isolierter Ausläufer der Ostghats im Norden des indischen Bundesstaats Tamil Nadu. Während der britischen Kolonialzeit dienten sie in den Sommermonaten hochrangigen Beamten und Offizieren auch als Hill Station.

## Lage
Die Javadi-Berge liegen im Norden Tamil Nadus im Gebiet der Distrikte Tirupattur, Vellore und Tiruvannamalai. Der Höhenzug ist etwa 80 km lang und maximal 32 km breit; er erreicht Höhen von etwas über 1000 m ü. d. M. Im Norden trennt das Tal des Palar-Flusses die Javadi-Berge von den übrigen Ausläufern der Ostghats. Westlich vorgelagert ist das kleinere Massiv der Yelagiri-Berge. Im Süden liegt zwischen den Javadi-Bergen und den Kalrayan-Bergen die Talebene des Ponnaiyar-Flusses.

## Bevölkerung
Die Javadi-Berge werden überwiegend von Angehörigen des Adivasi-Stamms der Malayali („Berg-Leute“; nicht zu Verwechseln mit der Bezeichnung „Malayali“ für die Sprecher des Malayalam) besiedelt. Insgesamt ist die Besiedlung jedoch eher spärlich.

## Sehenswürdigkeiten
Es gibt keine kulturhistorisch bedeutsamen Tempel oder sonstige Bauwerke im Gebiet der Javadi-Hills. Von den in Trockenmauerwerkstechnik errichteten meist runden Steinhütten (kullar kogai) stehen allein etwa 150 auf dem Gipfel des Valiparai rock.